# جورج روسو (لاعب كرة قدم أمريكية)
جورج روسو (بالإنجليزية: George Rosso)‏ هو لاعب كرة قدم أمريكية أمريكي، ولد في 15 يناير 1930 في بيتسبرغ في الولايات المتحدة، وتوفي في 28 يناير 1994.

## وصلات خارجية
- جورج روسو على موقع مرجع كرة القدم المحترفة.كوم (الإنجليزية)